# Leptocerus fluminalis
Leptocerus fluminalis là một loài Trichoptera trong họ Leptoceridae. Chúng phân bố ở miền Cổ bắc.